# Chiara Augusta Lainati
Chiara Augusta Lainati (Saronno, 21 gennaio 1939 – Matelica, 2 marzo 2024) è stata una religiosa e latinista italiana, specialista di Chiara d'Assisi.

## Biografia
Nata nel 1939 il 21 gennaio - festa di Sant'Agnese - a Saronno, studiò letteratura latina medievale presso l'Università Cattolica del Sacro Cuore di Milano, dove divenne allieva di Ezio Franceschini, dal 1953 al 1965 preside della Facoltà di Lettere. Franceschini le fece conoscere le figure di Francesco e Chiara d'Assisi e fu suo relatore per la tesi, Studi su santa Chiara d’Assisi, discussa nel 1962.
Quindici giorni dopo la laurea entrò nel Protomonastero di Santa Chiara in Assisi. Vestì l'abito delle Clarisse il 21 gennaio 1963, festa di sant'Agnese, ed emise la prima professione il 19 aprile 1964 e la professione solenne il 20 aprile 1967. Tale scelta di vita da parte dell'allieva Lainati contribuì ad accrescere la passione vivissima di Franceschini per Chiara d'Assisi tanto che il comitato scientifico per le Fonti Francescane inserì anche i documenti inerenti alla santa affidandone tale sezione proprio a Chiara Augusta Lainati
Assieme a Giovanni Boccali nel 1977 scoprì Audite poverelle, lo scritto in lingua volgare che Francesco d'Assisi, prossimo alla morte, lasciò alla comunità di San Damiano e che nel 2000 il cantautore Angelo Branduardi musicò nel suo album L'infinitamente piccolo.
Socia della Società internazionale di Studi francescani, fu protagonista dell'avvio di Forma Sororum. Rivista delle Clarisse.
Trascorse i suoi ultimi anni – caratterizzati da varie infermità – nel monastero Beata Mattia in Matelica, dove giunse il 3 marzo 2001 e morì ottantacinquenne nel 2024 il 2 marzo, festa di sant'Agnese di Boemia.
Nel corso degli anni, vari studiosi evidenziarono l'importanza dei suoi studi inerenti a Chiara d'Assisi, tra cui Marco Bartoli, professore di Storia medievale presso la Libera Università Maria Santissima Assunta di Roma.

## Opere
- Studi su santa Chiara d'Assisi. Tesi di laurea, relatore Ezio Franceschini, Università Cattolica del Sacro Cuore di Milano. Facoltà: Lettere e filosofia. Anno academico 1960-61.
- La carità anima dell'ascesi francescana, in Quaderni di Spiritualità francescana, 11 (1965), pp. 73-91.
- S. Francesco uomo e maestro di preghiera, in Quaderni di Spiritualità francescana, 15 (1967), pp. 28-42.
- Presenza delle monache, in Studi Francescani, 65 (1968), pp. 45-56.
- Temi spirituali dagli scritti del Secondo Ordine francescano, 2 volumi, Assisi 1970.
- La clôture de st. Claire et des premières clarisses dans la législation canonique et dans la pratique, in Laurentianum, 14 (1973), pp. 223-250.
- Prudenza e semplicità nella vita e negli scritti di san Francesco, in Quaderni di Spiritualità francescana, 13 (1966), pp. 45-74.
- Una lettura di Chiara d'Assisi attraverso le fonti, Tipografia Porziuncola, Assisi s.d.
- La Sacra Scrittura e la vita contemplativa, in La Sacra Scrittura e i Francescani, Ed. Antonianum - Franciscan Printing Press, Roma - Jerusalem 1973, pp. 49-64.
- Las Hermanas Pobres de San Damián: una inspiración franciscana, in Cuadernos Franciscanos, 12 (1979), pp. 3-12.
- Santa Chiara d'Assisi: cenni biografici di S.Agnese d'Assisi, Edizioni Porziuncola, Assisi 1980.
- Die heilige Klara von Assisi. Leben und Schriften, in 800 Jahre Franz von Assisi: Franziskanische Kunst und Kultur des Mittelalters (Krems-Stein, Minoritenchirche 15 mai - 17 oktober 1982), Ferdinand Berger & Söhne, Horn 1982, pp. 99-121.
- Die heilige Klara von Assisi : mit einer Kurzbiographie derl Heiligen Agnes von Assisi', Dietrich-Coelde, Werl 1987.
- Una donna: santa Chiara d'Assisi, in Studi Francescani, 88 (1991), pp. 363-377.
- Saint Clare of Assisi, Franciscan Publisher, Taiwan 1997.
- Novus Ordo, nova vita: un nuovo Ordine, una nuova vita. Regola di santa Chiara di Assisi del 9 agosto 1253, Matelica 2001.
- Santa Chiara d'Assisi. Contemplare la bellezza di un Dio sposo, Edizioni Messaggero, Padova 2008.